# 藤本東一良
藤本 東一良（ふじもと とういちりょう、1913年6月27日 - 1998年9月17日）は、日本の洋画家、日本芸術院会員。リズミカルな筆触、明快な色調の風景画を得意とした。

## 経歴
静岡県伊豆下田生まれ。生後間もなく大阪に移住。1930年、鹿子木孟郎、赤松麟作に師事する。1931年（昭和6年）大阪天王寺中学校（現・大阪府立天王寺高等学校）卒業後、上京して川端画学校に学ぶ。1935年（昭和10年）東京美術学校入学。寺内萬治郎、藤島武二に師事。1937年（昭和12年）ポール・ゴーギャンに憧れて南洋旅行。1939年（昭和14年）光風会展で初入選、F氏賞を受賞、第3回海洋美術展でも海軍協会賞を受賞。1940年、東京美術学校を卒業、第4回海洋美術展で朝日新聞社賞を受賞。1942年（昭和17年）光風会展特賞。1946年（昭和21年）光風会会員、第2回日展特選。1953年に渡仏して、アカデミー・グランド・ショミエールに学ぶ。1955年に帰国。1960年、日展会員。1967年、日本美術家連盟理事。1981年、第13回改組日展で文部大臣賞受賞。1989年、第4回小山敬三美術賞受賞。1993年「展望台のユーカリ」で日本芸術院賞・恩賜賞受賞、日本芸術院会員、日展理事。翌年、光風会常任理事、日展顧問に就任。
この間、1964年（昭和39年）から1973年（昭和48年）まで東京教育大学講師、1971年（昭和46年）より1986年（昭和61年）まで金沢美術工芸大学講師として、後進の指導にもあたった。
1998年（平成11年）9月17日、心室細動のため東京都新宿区の朝日生命成人病研究所付属医院で死去。享年85。

## 作品集
- 『藤本東一良画集』日動出版部、1995年